# Kirovgrad
Kirovgrad - Кировград (rus) - és una ciutat de l'óblast de Sverdlovsk, a Rússia. És a 99 km al nord-oest de Iekaterinburg. Es troba a la conca del riu Neiva.

## Història
El 1661 (depèn de la font, també el 1663 o 1675) fou fundada a l'emplaçament de la ciutat actual la vila de Kalata. El 1932 rebé l'estatus de ciutat i es reanomenà Kirovgrad el 1935 en honor del dirigent soviètic Serguei Kírov, assassinat l'any anterior.

## Demografia
| 1959   | 1970   | 1979   | 1989   | 2002   | 2007   | 2014   |
| ------ | ------ | ------ | ------ | ------ | ------ | ------ |
| 22 700 | 23 000 | 24 000 | 25 600 | 23 200 | 22 300 | 20 271 |